# Космос-1106
Космос-1106 је један од преко 2400 совјетских вјештачких сателита лансираних у оквиру програма Космос.
Космос-1106 је лансиран са космодрома Плесецк, СССР, 12. јуна 1979. Ракета-носач Р-7 Семјорка (рус. Семёрка) (8К71, НАТО ознака SS-6 Sapwood) са додатим степеном је поставила сателит у орбиту око планете Земље. Маса сателита при лансирању је износила 5500 килограма. Космос-1106 је био осматрачки сателит.